# 닉세

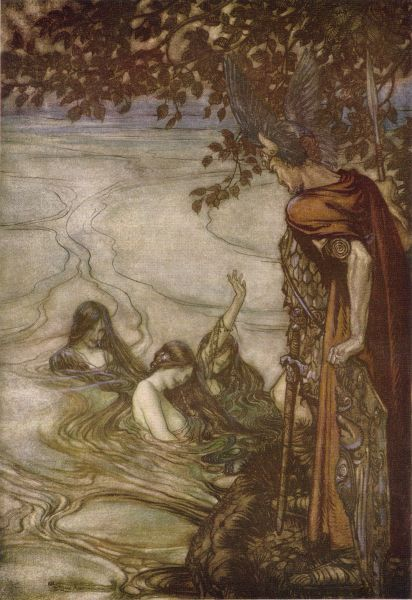
지크프리트와 라인강의 정령들.

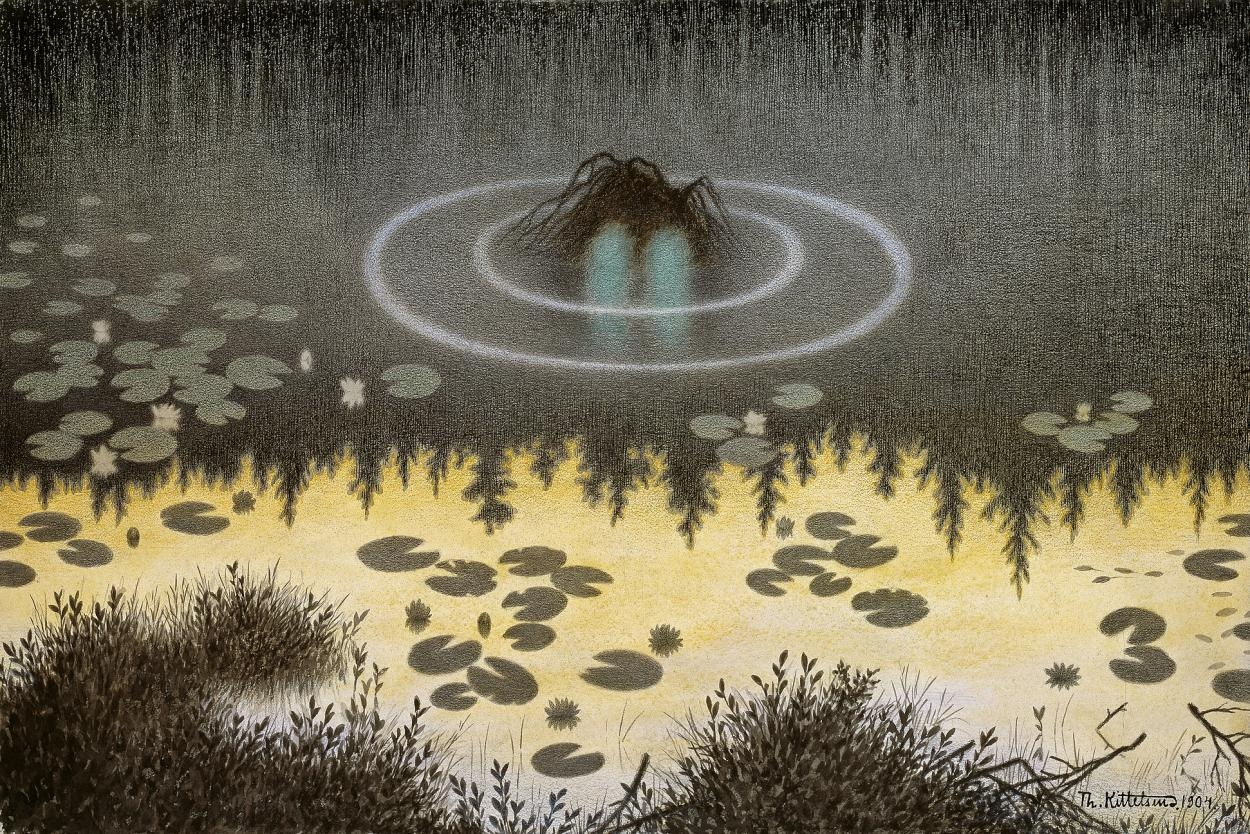
1904년, 테오도르 키텔센이 그린 닉세

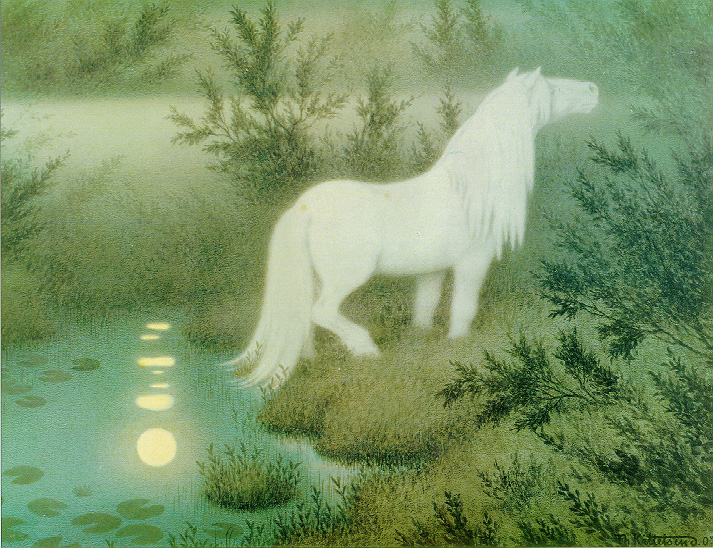
1909년, 테오도르 키텔센이 그린 백마 형태의 닉세

닉세(독일어: Nixe, 네덜란드어: nikker 니커[*], 노르웨이어: nøkk 뇌크[*], 스웨덴어: näck 네크[*], 핀란드어: näkki 내키[*], 에스토니아어: näkk 내크) 또는 닉스(Nix)는 게르만 신화에 나타나는 물귀신의 일종이다. 변신 능력이 있어서 나룻배나 백마 등의 다른 형태로 둔갑해 주로 어린아이들을 위협하곤 한다.
지역마다 이름은 위와 같이 제각각이지만 게르만족 계열의 민족에게는 모두 닉세 이야기가 전승된다. 가장 유명한 것은 스칸디나비아 전승이지만 성별, 별명, 둔갑하는 대상 등은 지역마다 다르다.

## 같이 보기
- 켈피
- 누켈라비
- 나이아데스
- 셀키
- 운디네